# ジェレミー・アイアンズ
ジェレミー・アイアンズ（Jeremy Irons, 1948年9月19日 - ）は、イギリスの俳優。

## 生い立ち
イングランド・ワイト島にて、ジェレミー・ジョン・アイアンズ（Jeremy John Irons）として生まれる。父親は公認会計士。母親はアイルランド人の家系で、曾祖父は初代ロンドン警視庁のメンバーの一人。
ブリストルのオールド・ヴィック・シアターで演技を学び、卒業後も同劇団に所属する。

## 俳優活動
『ゴッドスペル』で舞台デビュー。1971年にロンドンに移り、ロイヤル・シェイクスピア・カンパニーの一員として活躍。1984年にはブロードウェイでの演技が認められ、『Real Thing』でトニー賞を受賞。
1980年公開の『ニジンスキー』で映画初出演する。1986年の『ミッション』で演じた神父役や、1988年の『戦慄の絆』で演じた双子役（一人二役）が高く評価され、以降はハリウッド作品にも多数出演。1990年公開の『運命の逆転』でアカデミー主演男優賞を受賞。その際の受賞スピーチで、『戦慄の絆』の監督であるデヴィッド・クローネンバーグに対し、機会を与えてくれた事への謝辞を述べていた。
1996年の放送のドキュメンタリー番組『The Great War and the Shaping of the 20th Century』と、2005年放送のテレビ映画『エリザベス1世 〜愛と陰謀の王宮〜』でエミー賞を受賞。これにより、史上14番目のトニー賞・アカデミー賞・エミー賞の三冠受賞者となった。

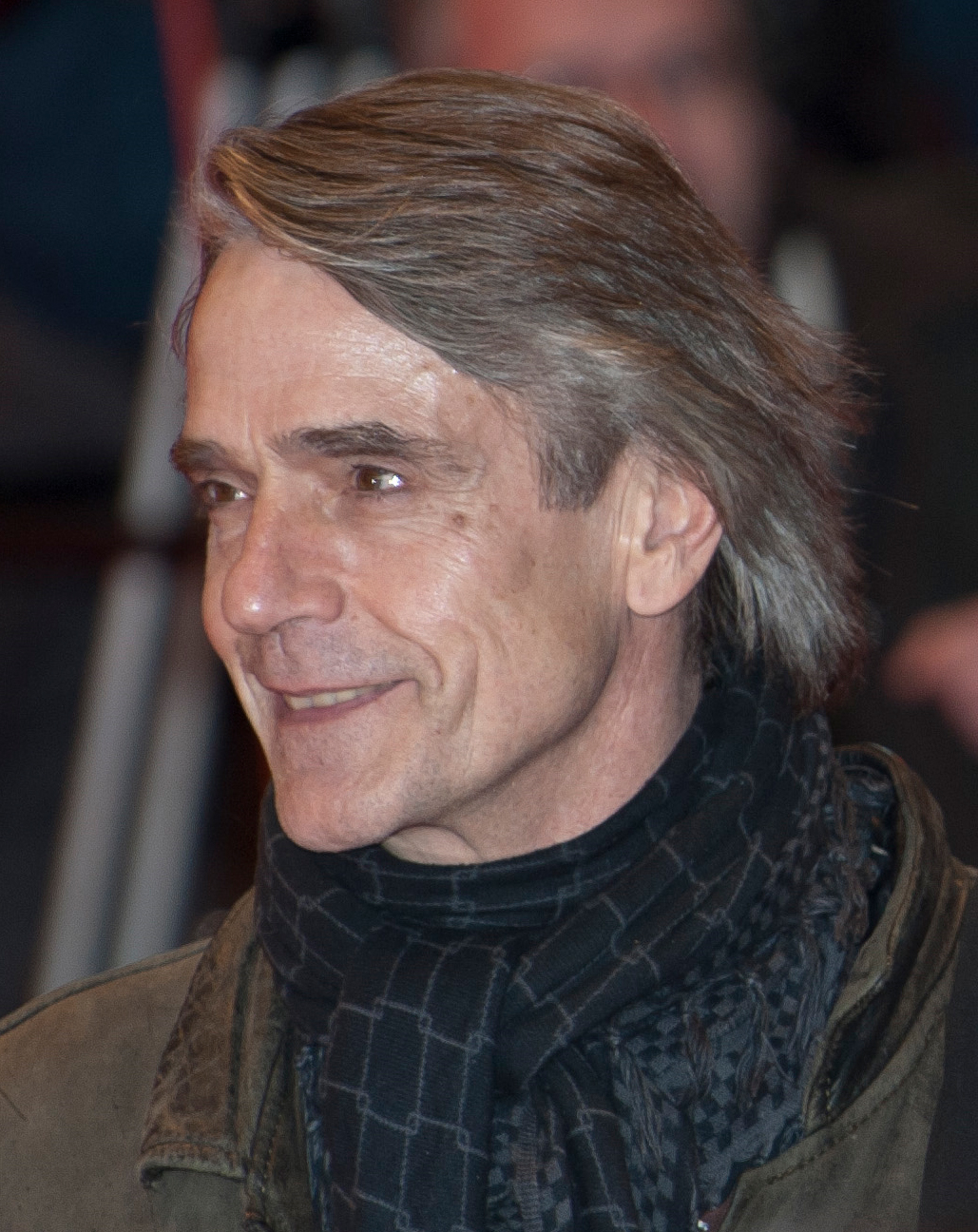
2011年

2003年Comic Reliefというチャリティイベントにおいて、映画ハリー・ポッターのパロディ「Harry Potter and the Secret Chamberpot of Azerbijian」（「ハリーポッターとアゼルバイジャンの秘密のおまる」）にセブルス・スネイプ役として出演した。
2022年3月30日にはロンドン市内で行われた「ウクライナ難民のための夕べ」で、ロシアの詩人マリア・ステパノヴァの『プーチンの想像の産物としての戦争』を朗読した。

## 私生活
1969年に女優のジュリー・ホールマンと離婚。1978年に女優のシニード・キューザックと再婚し、キューザックとの間に二人の息子をもうけた。長男のサム・アイアンズは写真家であり、次男のマックス・アイアンズはモデル・俳優として活躍している。
1995年、BMWオートバイを走行中にスピード違反を犯し、225.00ドルの罰金と3ヵ月の間オートバイ乗車停止を言い渡された。また、いくつもの慈善団体の後援者であり、アイルランドの城などを所有し、地方政治にも関与している。アムネスティ・インターナショナルの活動にも携わっており、死刑廃止を訴えるビデオクリップに出演している。
日本では袴田事件の袴田巌の支援も行っておりビデオメッセージを投稿している。

## 出演作品

### 映画
| 年   | 題名                                                                             | 役名                                      | 備考 | 吹替                                                          |
| ---- | -------------------------------------------------------------------------------- | ----------------------------------------- | --- | ------------------------------------------------------------- |
| 1980 | ニジンスキー Nijinsky                                                            | ミハイル・フォーキン                      | |                                                               |
| 1981 | フランス軍中尉の女 The French Lieutenant's Woman                                 | チャールズ・ヘンリー・スミッソン / マイク | 英国アカデミー賞 主演男優賞ノミネート | 津嘉山正種                                                    |
| 1982 | ムーンライティング Moonlighting                                                  | ノヴァク                                  | |                                                               |
| 1983 | 野鴨 The Wild Duck                                                               | ハロルド                                  | 日本劇場未公開 |                                                               |
| 1984 | スワンの恋 Un amour de Swann                                                     | シャルル・スワン                          | |                                                               |
| 1986 | ミッション The Mission                                                           | ガブリエル神父                            | ゴールデングローブ賞 主演男優賞 (ドラマ部門)ノミネート | 小川真司                                                      |
| 1988 | 戦慄の絆 Dead Ringers                                                            | エリオット・マントル ビヴァリー・マントル | ニューヨーク映画批評家協会賞 主演男優賞受賞 シカゴ映画批評家協会賞主演男優賞受賞 |                                                               |
| 1989 | 浮気なシナリオ A Chorus of Disapproval                                           | ガイ・ジョーンズ                          | 日本劇場未公開 | 田中秀幸（VHS版）                                             |
| 1989 | ダニー/ぼくらは世界一の名コンビ! Danny the Champion of the World                 | ウィリアム・スミス                        | |                                                               |
| 1990 | 運命の逆転 Reversal of Fortune                                                   | クラウス・フォン・ビューロー              | アカデミー主演男優賞受賞 ゴールデングローブ賞 主演男優賞 (ドラマ部門)受賞 全米映画批評家協会賞主演男優賞受賞 ロサンゼルス映画批評家協会賞主演男優賞受賞 ボストン映画批評家協会賞主演男優賞受賞 シカゴ映画批評家協会賞主演男優賞受賞 カンザスシティ映画批評家協会賞主演男優賞受賞    | 納谷悟朗                                                      |
| 1991 | KAFKA/迷宮の悪夢 Kafka                                                           | フランツ・カフカ                          | |                                                               |
| 1992 | 秘密 Waterland                                                                   | トム                                      | 日本劇場未公開 |                                                               |
| 1992 | ダメージ Damage                                                                  | スティーブン・フレミング                  | | 津嘉山正種（ソフト版） 野沢那智（テレビ東京版）               |
| 1993 | エム・バタフライ M. Butterfly                                                    | ルネ・ガリマール                          | |                                                               |
| 1993 | 愛と精霊の家 The House of the Spirits                                            | エステバン・トルエバ                      | 池田勝 |                                                               |
| 1994 | ライオン・キング The Lion King                                                   | スカー                                    | 声の出演 | 壤晴彦                                                        |
| 1995 | ダイ・ハード3 Die Hard: With a Vengeance                                         | サイモン・ピーター・グルーバー            | | 小川真司（ソフト版、テレビ朝日版） 羽佐間道夫（フジテレビ版） |
| 1996 | 魅せられて Stealing Beauty                                                       | アレックス・パリッシュ                    | 銀河万丈 |                                                               |
| 1997 | チャイニーズ・ボックス Chinese Box                                               | ジョン                                    | 大塚明夫 |                                                               |
| 1997 | ロリータ Lolita                                                                  | ハンバート・ハンバート                    | 佐古正人 |                                                               |
| 1998 | 仮面の男 The Man in the Iron Mask                                                | アラミス                                  | 田中秀幸 |                                                               |
| 2000 | 経度への挑戦 Longitude                                                           | ルパート・グールド                        | テレビ映画 |                                                               |
| 2000 | ダンジョン&ドラゴン Dungeons & Dragons                                           | プロフィオン                              | | 堀井真吾（ソフト版） 松橋登（日本テレビ版）                   |
| 2001 | フォース・エンジェル The Fourth Angel                                            | ジャック                                  | 別題『エグゼキューター 復讐の黙示録』 日本劇場未公開 | 不明（ソフト版） 菅生隆之（テレビ東京版）                     |
| 2002 | 永遠のマリア・カラス Callas Forever                                              | ラリー・ケリー                            | | 小川真司                                                      |
| 2002 | タイムマシン The Time Machine                                                    | ウーバー・モーロック                      | 小川真司（ソフト版） 西本裕行（テレビ朝日版） |                                                               |
| 2002 | 男と女 アナザー・ストーリー And Now... Ladies and Gentlemen...                   | ヴァレンティン                            | 日本劇場未公開 |                                                               |
| 2004 | 華麗なる恋の舞台で Being Julia                                                   | マイケル・ゴセリン                        | | 小川真司                                                      |
| 2004 | ヴェニスの商人 The Merchant of Venice                                            | アントーニオ                              | 岩崎ひろし |                                                               |
| 2005 | キングダム・オブ・ヘブン Kingdom of Heaven                                       | ティベリアス                              | 有本欽隆 |                                                               |
| 2005 | カサノバ Casanova                                                                | プッチ司教                                | 松橋登 |                                                               |
| 2005 | エリザベス1世 〜愛と陰謀の王宮〜 Elizabeth I                                     | レスター伯 ロバード・ダドリー             | テレビ映画 エミー賞助演男優賞 (ミニシリーズ/テレビ映画部門)受賞 ゴールデングローブ賞助演男優賞（シリーズ・ミニシリーズ・テレビ映画部門）受賞 全米映画俳優組合賞男優賞 (テレビ映画・ミニシリーズ)受賞 オンライン映画＆テレビジョン協会賞助演男優賞(テレビ映画・ミニシリーズ部門)受賞 | 菅生隆之                                                      |
| 2006 | インランド・エンパイア Inland Empire                                             | キングスリー・スチュワート                | | （吹替版なし）                                                |
| 2006 | エラゴン 遺志を継ぐ者 Eragon                                                     | ブロム                                    | 有本欽隆 |                                                               |
| 2008 | アパルーサの決闘 Appaloosa                                                       | ランダル・ブラッグ                        | 日本劇場未公開 | 佐々木梅治                                                    |
| 2009 | ピンクパンサー2 The Pink Panther 2                                               | アロンソ・アヴェラネダ                    | | 有本欽隆                                                      |
| 2009 | ジョージア・オキーフ 〜愛と創作の日々〜 Georgia O'Keeffe                         | アルフレッド・スティーグリッツ            | テレビ映画 ゴールデングローブ賞男優賞 (ミニシリーズ・テレビ映画部門)ノミネート 全米映画俳優組合賞男優賞 (テレビ映画・ミニシリーズ)ノミネート |                                                               |
| 2011 | マージン・コール Margin Call                                                     | ジョン・チュルド                          | 日本劇場未公開 | 龍波しゅういち                                                |
| 2012 | ザ・ワーズ 盗まれた人生 The Words                                                | 年老いた男                                | | 不明                                                          |
| 2012 | TRASHED-ゴミ地球の代償- Trashed                                                  | 本人                                      | ドキュメンタリー |                                                               |
| 2013 | リスボンに誘われて Night Train to Lisbon                                         | ライムント・グレゴリウス                  | | （吹替版なし）                                                |
| 2013 | ビューティフル・クリーチャーズ 光と闇に選ばれし者 Beautiful Creatures            | メイコン・レイヴンウッド                  | 不明 |                                                               |
| 2015 | ハイ・ライズ High-Rise                                                           | アンソニー・ロイヤル                      | 佐々木省三 |                                                               |
| 2015 | 奇蹟がくれた数式 The Man Who Knew Infinity                                       | ゴッドフレイ・ハロルド・ハーディ          | [ 6 ] | （吹替版なし）                                                |
| 2016 | ある天文学者の恋文 The Correspondence                                            | エド・フィーラム教授                      | [ 7 ] | 有本欽隆                                                      |
| 2016 | 栄光のランナー/1936ベルリン Race                                                 | アベリー・ブランデージ                    | | 田中正彦                                                      |
| 2016 | バットマン vs スーパーマン ジャスティスの誕生 Batman v Superman: Dawn of Justice | アルフレッド・ペニーワース                | 金尾哲夫 |                                                               |
| 2016 | 人生はシネマティック! Their Finest                                               | 陸軍長官                                  | 不明 |                                                               |
| 2016 | アサシン クリード Assassin's Creed                                               | アラン・リッキン                          | 有本欽隆 |                                                               |
| 2017 | ジャスティス・リーグ Justice League                                              | アルフレッド・ペニーワース                | 金尾哲夫 |                                                               |
| 2018 | レッド・スパロー Red Sparrow                                                     | コルチノイ将軍                            | 有本欽隆 |                                                               |
| 2018 | Better Start Running                                                             | Garrison                                  | 兼製作総指揮 | N/A                                                           |
| 2018 | An Actor Prepares                                                                | Atticus Smith                             | | N/A                                                           |
| 2019 | プラド美術館 驚異のコレクション The Prado Museum: A Collection of Wonders        | ナビゲーター                              | ドキュメンタリー | 今井翼                                                        |
| 2020 | Love, Weddings & Other Disasters                                                 | Lawrence Phillips                         | | N/A                                                           |
| 2021 | ジャスティス・リーグ:ザック・スナイダーカット Zack Snyder's Justice League       | アルフレッド・ペニーワース                | 金尾哲夫 |                                                               |
| 2021 | ハウス・オブ・グッチ House of Gucci                                              | ロドルフォ・グッチ                        | 池田秀一 |                                                               |
| 2021 | ミュンヘン: 戦火燃ゆる前に Munich - The Edge of War                              | ネヴィル・チェンバレン                    | Netflixオリジナル映画 | （吹替版なし）                                                |
| 2023 | ザ・フラッシュ The Flash                                                         | アルフレッド・ペニーワース                | | 金尾哲夫                                                      |
| 2023 | The Cello                                                                        | Francesco                                 | N/A |                                                               |
| 2023 | ワンス・アポン・ア・スタジオ -100年の思い出- Once Upon a Studio                  | スカー                                    | 短編映画 声の出演 | 壤晴彦                                                        |
| 2024 | ビーキーパー The Beekeeper                                                       | ウォレス・ウエストワイルド                | | 木下浩之                                                      |

### テレビ
| 年        | 題名                                                         | 役名                                      | 備考                                                               | 吹替           |
| --------- | ------------------------------------------------------------ | ----------------------------------------- | ------------------------------------------------------------------ | -------------- |
| 1981      | 華麗なる貴族 Brideshead Revisited                            | チャールズ・ライダー                      | ミニシリーズ、計11話出演 WOWOWでは『ブライズヘッド再び』の題で放送 | 池田秀一       |
| 1991      | サタデー・ナイト・ライブ Saturday Night Live                 | 本人（ホスト）                            | 「Jeremy Irons/Fishbone」                                          | （吹替版なし） |
| 2011      | LAW & ORDER:性犯罪特捜班 Law & Order: Special Victims Unit   | ジャクソン                                | 計2話出演                                                          |                |
| 2011-2013 | ボルジア家 愛と欲望の教皇一族 The Borgias                    | ロドリーゴ・ボルジア                      | 計29話出演                                                         | 磯部勉         |
| 2012      | ザ・シンプソンズ The Simpsons                                | Bar Rag                                   | 声の出演 第23シーズン第12話「台拭きの長い長い歴史」                |                |
| 2012      | ホロウ・クラウン/嘆きの王冠 The Hollow Crown                 | ヘンリー4世                               | 計2話出演                                                          |                |
| 2013      | Life on Fire                                                 | ナレーター                                | 声の出演 計6話出演                                                 | N/A            |
| 2019      | ウォッチメン Watchmen                                        | エイドリアン・ヴェイト / オジマンディアス | 計8話出演                                                          | 池田秀一       |
| 2022      | ザ・ペンタベレート 〜秘密の5人、世界を操る〜 The Pentaverate | ナレーター                                | 声の出演 計6話出演                                                 |                |
| 2024      | The Count of Monte Cristo                                    | Abbé Faria                                |                                                                    |                |

## 日本語吹き替え
主に担当しているのは、以下の二人である。
有本欽隆
『キングダム・オブ・ヘブン』で初担当。以後、持ち役として2019年に亡くなるまで多くの作品を吹き替えていた。
小川真司
『ミッション』で初担当。主に初期の作品を吹き替えており、『ダイ・ハード3』では、ソフト版とテレビ朝日版の両方とも担当した。
このほかにも、池田秀一、金尾哲夫、津嘉山正種、田中秀幸、松橋登、菅生隆之なども複数回、声を当てている。
また、アイアンズが声優を務めた『ライオン・キング』のスカー役は壤晴彦が担当している。